# المعهد العالي لأصول الدين بتونس
المعهد العالي لأصول الدين بتونس هي المؤسسة الجامعية الأهم ضمن المؤسسات العليا التونسية التابعة لجامعة الزيتونة. وهي الأقدم من حيث تأسيسها وكانت تسمى في البداية بالكلية الزيتونية للشريعة وأصول الدين ثم تحولت في مطلع التسعينات من القرن العشرين إلى التسمية الحالية.

## الإدارة
- المدير: العروسي الميزوري.
- الكاتب العام: حسين المزوغي.

## وصلة خارجية
- موقع معهد أصول الدين لجامعة الزيتونة.

1. 1 2  وصلة مرجع: http://mes.tn.
2. ↑  وصلة مرجع: https://mes.tn.